# Joseph Sunlight

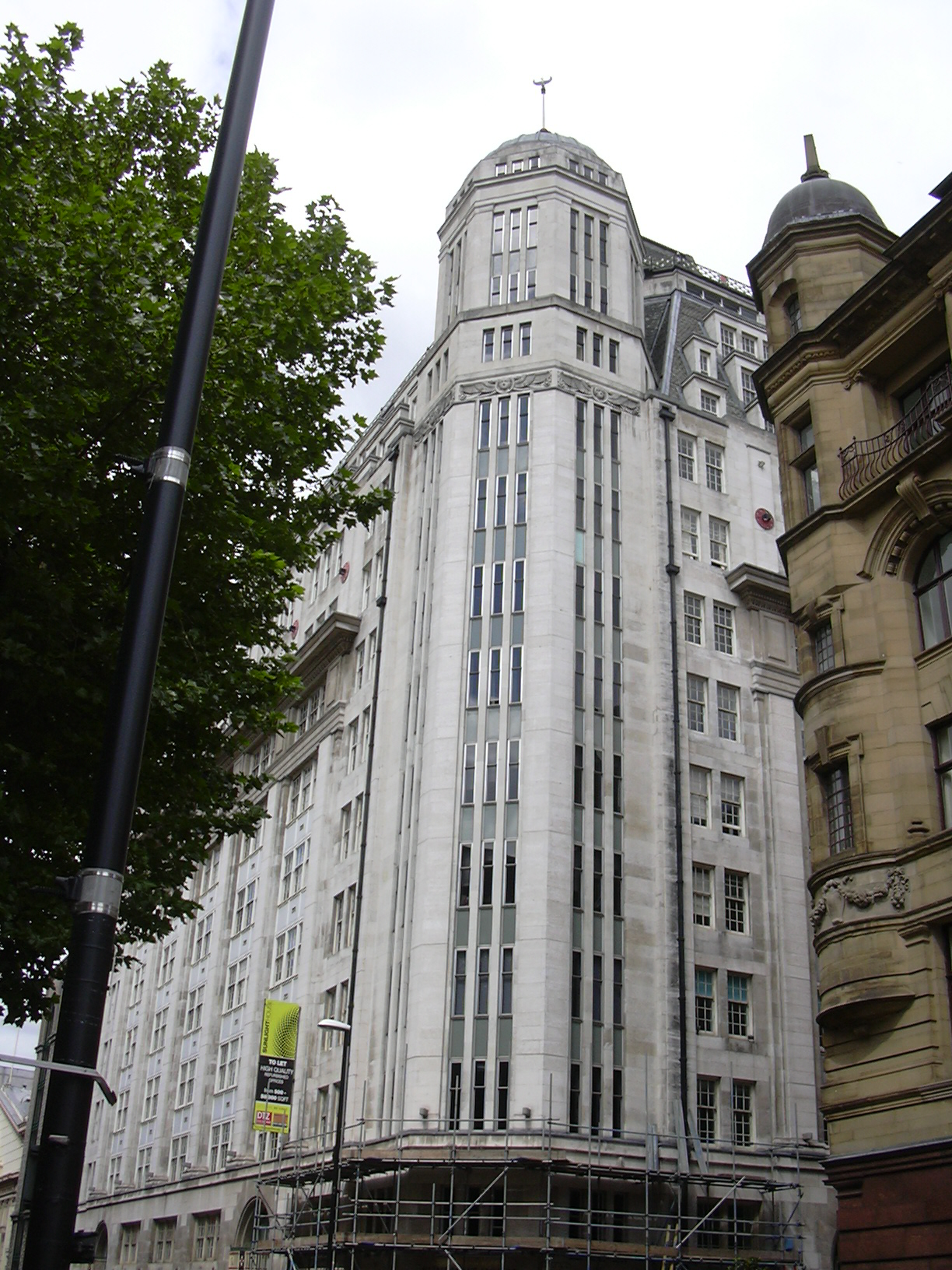
Sunlight House w Manchesterze

Joseph Sunlight (ur. 21 grudnia 1888?/2 stycznia 1889 w Nowogródku, zm. 15 kwietnia 1978) – rosyjsko-angielski architekt żydowskiego pochodzenia.
Pochodził z żydowskiej rodziny Schimschlavitch, jego ojciec był kupcem i handlarzem bawełny. W 1890 roku jego rodzina wyemigrowała do Anglii osiadła w Manchesterze, w Port Sunlight. Jak pomocnik architekta w latach 1904–1907 pracował przy budowie kościoła pod wezwaniem św. Anny (St Ann's Church) w Manchesterze. Jego największym projektem był budynek Sunlight House (1932).
W 1923 roku został posłem do parlamentu z ramienia Partii Liberalnej reprezentując okręg wyborczy Shrewsbury.